# Jimmy Reed

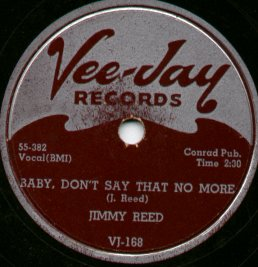
Label van een plaat van Jimmy Reed

Mathis James "Jimmy" Reed (Washington County, 6 september 1925 – Oakland, 29 augustus 1976) was een Amerikaans blueszanger en -gitarist. Reed was een opmerkelijke elektrische bluesmuzikant.

## Biografie
Reed leerde gitaar spelen dankzij zijn vriend Eddie Taylor. Nadat hij een aantal jaren plaatselijk had opgetreden, verhuisde hij in 1943 naar Chicago, Illinois waar hij tijdens de Tweede Wereldoorlog in dienst ging bij de marine. In 1945 werd Reed ontslagen en ging hij voor een korte periode terug naar Mississippi, waar hij trouwde met zijn vriendin. Voordat Mary "Mama" Reed naar Gary, Indiana, verhuisde, werkte ze bij Armour & Co.
Tijdens de jaren vijftig had Reed een aanzienlijke reputatie verworven als een populaire artiest en stapte hij in de band The Gary Kings, met John Brim. Reed slaagde er niet in een platencontract te krijgen van Chess Records, maar tekende later een contract bij Vee-Jay Records. Tijdens zijn periode bij Vee-Jay Records speelde Reed weer samen met Eddie Taylor, en gaf snel daarna het nummer You Don't Have To Go uit. Het nummer werd zijn eerste hit, en vele hits volgden. Reed behield zijn reputatie, ondanks zijn alcoholisme. Soms moest Reeds vrouw Mary hem tijdens zijn optredens helpen de teksten van zijn nummers te onthouden. In 1957 kreeg Reed epilepsie.
Hoewel Reed veel hits scoorde, behaalde hij door zijn persoonlijke problemen niet hetzelfde constante niveau van vergelijkbaar getalenteerde bluesartiesten uit zijn tijd. Toen Vee-Jay Records stopte, regelde Reeds manager een contract bij ABC Records, maar Reed slaagde er niet in nog een hit te scoren.
In 1968 toerde hij door Europa met het American Folk Blues Festival.
Reed overleed een paar dagen voor zijn 51e verjaardag. Hij werd gevonden door de manager/uitbater Steve Gordon van Savoy Tivoli, een concertzaaltje in San Francisco,  en de Amerikaans/Nederlandse bluesmuzikant Michael de Jong, die bij Reed als gitarist in de groep speelde. Hij ligt begraven op de Lincoln Cemetery in Worth, Illinois.
Reed werd opgenomen in de Blues Hall of Fame (1980), de Rock and Roll Hall of Fame (1991) en de Mississippi Musicians Hall of Fame.

## Discografie

### Singles die de hitlijsten haalden
| Jaar | Single                       | Hot R&B/Hip-Hop Songs | Billboard Hot 100 |
| ---- | ---------------------------- | --------------------- | ----------------- |
| 1956 | Ain't That Lovin' You Baby   | Nr. 3                 | -                 |
| 1956 | Can't Stand to See You Go    | Nr. 10                | -                 |
| 1956 | I Don't Go for That          | Nr. 12                | -                 |
| 1956 | I Love You Baby              | Nr. 13                | -                 |
| 1957 | Honest I Do                  | Nr. 4                 | Nr. 32            |
| 1957 | Honey, Where You Going?      | Nr. 10                | -                 |
| 1957 | Little Rain                  | Nr. 7                 | -                 |
| 1957 | The Sun is Shining           | Nr. 12                | Nr. 65            |
| 1958 | Down in Virginia             | -                     | Nr. 93            |
| 1959 | I Told You Baby              | Nr. 19                | -                 |
| 1960 | Baby, What You Want Me to Do | Nr. 10                | Nr. 37            |
| 1960 | Found Love                   | Nr. 16                | Nr. 88            |
| 1960 | Hush-Hush                    | Nr. 18                | Nr. 75            |
| 1961 | Big Boss Man                 | Nr. 13                | Nr. 78            |
| 1961 | Bright Lights, Big City      | Nr. 3                 | Nr. 58            |
| 1961 | Close Together               | -                     | Nr. 68            |
| 1962 | Aw Shucks, Hush Your Mouth   | -                     | Nr. 93            |
| 1962 | Good Lover                   | -                     | Nr. 77            |
| 1963 | Shame, Shame, Shame          | -                     | Nr. 52            |

### Albums
| Jaar | Album                                       |
| ---- | ------------------------------------------- |
| 1958 | I'm Jimmy Reed                              |
| 1959 | Rockin' With Reed                           |
| 1960 | Found Love                                  |
| 1960 | Now Appearing                               |
| 1961 | Jimmy Reed at Carnegie Hall                 |
| 1962 | Just Jimmy Reed                             |
| 1963 | Jimmy Reed Plays 12 String Guitar Blues     |
| 1963 | Jimmy Reed Sings The Best Of The Blues      |
| 1963 | T'Ain't No Big Thing But He Is...Jimmy Reed |
| 1964 | Jimmy Reed At Soul City                     |
| 1965 | The Legend: The Man                         |
| 1967 | The New Jimmy Reed Album/Soulin'            |
| 1968 | Big Boss Man/Down In Virginia               |
| 1971 | Found Love                                  |
| 1974 | Best Of Jimmy Reed                          |
| 1976 | Blues Is My Business                        |